# Criteri de la mitjana aritmètica
En matemàtiques, el criteri de la mitjana aritmètica és un criteri per provar la convergència de successions. La seva aplicació permet la resolució d'alguns tipus d'indeterminacions.

## Criteri de la mitjana aritmètica
Sigui {\displaystyle \{a_{n}\}} una successió de reals tal que {\displaystyle \lim _{n\to \infty }a_{n}=A}, sent {\displaystyle A\in \mathbb {R} \cup \{\infty \}}. Llavors, la successió de les seves mitjanes aritmètiques convergeix també a {\displaystyle A}, és a dir, 

{\displaystyle \lim _{n\to \infty }{\frac {a_{1}+a_{2}+...+a_{n}}{n}}=A}

## Exemple
Com que la successió {\displaystyle a_{n}={\frac {1}{n}}} convergeix a 0, aleshores:

{\displaystyle \lim _{n\to \infty }{\frac {1+{\frac {1}{2}}+{\frac {1}{3}}+...+{\frac {1}{n}}}{n}}=0}

## Altres criteris de convergència
- Criteri de Stolz
- Criteri de la mitjana geomètrica